# Sveriges Utbildningsradio
A Utbildningsradion (Rádio Educacional, mais conhecida pela sigla UR) é uma empresa sueca de utilidade pública de rádio e televisão, dedicada à produção, difusão e realização de programas educacionais para o conhecimento e aprendizagem e contribuir para reduzir as crescentes lacunas de conhecimento, nos diversos serviços da Sveriges Radio e da Sveriges Television (SVT1, SVT2 e Kunskapskanalen, este último co-gerido pela UR e pela SVT). É financiado por meio de uma taxa especial, taxa de serviço público, que é paga por meio de boleto fiscal.
Faz parte do sistema de radiodifusão pública sueca, juntamente com o Sveriges Television (televisão) e o Sveriges Radio (rádio).
A Sveriges Utbildningsradio tem como missão a realização de atividades programáticas no domínio da educação na função pública. As atividades devem ser caracterizadas por uma integridade independente e forte e ser conduzidas de forma independente em relação ao Estado, bem como aos vários interesses económicos, políticos e outros e esferas de poder na sociedade.